# Diocesi di Setúbal
La diocesi di Setúbal (in latino Dioecesis Setubalensis) è una sede della Chiesa cattolica in Portogallo suffraganea del patriarcato di Lisbona. Nel 2022 contava 546.345 battezzati su 784.183 abitanti. È retta dal vescovo cardinale Américo Manuel Alves Aguiar.

## Territorio
La diocesi comprende 9 dei 13 comuni del distretto di Setúbal: Setúbal, Alcochete, Almada, Barreiro, Moita, Montijo, Palmela, Seixal, Sesimbra, nonché alcune frazioni dei comuni di Alcácer do Sal e di Grândola.
Sede vescovile è la città di Setúbal, dove si trova la cattedrale di Santa Maria delle Grazie.
Il territorio si estende su 1.500 km² ed è suddiviso in 57 parrocchie, raggruppate in 7 vicariati: Almada, Barreiro-Moita, Caparica, Montijo, Palmela-Sesimbra, Seixal e Setúbal.

## Storia
La diocesi è stata eretta il 16 luglio 1975 con la bolla Studentes Nos di papa Paolo VI, ricavandone il territorio dal patriarcato di Lisbona e in misura minore dall'arcidiocesi di Évora e dalla diocesi di Beja.
Il 18 marzo 1980, con la lettera apostolica Cum Beatam Mariam, papa Giovanni Paolo II ha confermato la Beata Maria Vergine, venerata con il titolo di Santa Maria de Graça, patrona principale della diocesi.

## Cronotassi dei vescovi
Si omettono i periodi di sede vacante non superiori ai 2 anni o non storicamente accertati.
- Manuel da Silva Martins † (16 luglio 1975 - 23 aprile 1998 dimesso)
- Gilberto Délio Gonçalves Canavarro dos Reis (23 aprile 1998 - 24 agosto 2015 ritirato)
- José Ornelas Carvalho, S.C.I. (24 agosto 2015 - 28 gennaio 2022 nominato vescovo di Leiria-Fátima)
- Américo Manuel Alves Aguiar, dal 21 settembre 2023

## Statistiche
La diocesi nel 2022 su una popolazione di 784.183 persone contava 546.345 battezzati, corrispondenti al 69,7% del totale.
| anno | popolazione | popolazione | popolazione | presbiteri | presbiteri | presbiteri | presbiteri                | diaconi | religiosi | religiosi | parrocchie |
| anno | battezzati  | totale      | %           | numero     | secolari   | regolari   | battezzati per presbitero | diaconi | uomini    | donne     | parrocchie |
| ---- | ----------- | ----------- | ----------- | ---------- | ---------- | ---------- | ------------------------- | ------- | --------- | --------- | ---------- |
| 1980 | 464.000     | 546.000     | 85,0        | 62         | 33         | 29         | 7.483                     |         | 38        | 140       | 46         |
| 1990 | 525.000     | 628.000     | 83,6        | 64         | 35         | 29         | 8.203                     | 4       | 34        | 125       | 48         |
| 1999 | 550.000     | 650.000     | 84,6        | 75         | 44         | 31         | 7.333                     | 4       | 38        | 109       | 49         |
| 2000 | 550.000     | 650.000     | 84,6        | 74         | 43         | 31         | 7.432                     | 4       | 38        | 100       | 49         |
| 2001 | 550.000     | 650.000     | 84,6        | 76         | 45         | 31         | 7.236                     | 4       | 38        | 100       | 49         |
| 2002 | 550.000     | 650.000     | 84,6        | 78         | 47         | 31         | 7.051                     | 4       | 38        | 100       | 49         |
| 2003 | 550.000     | 650.000     | 84,6        | 83         | 52         | 31         | 6.626                     | 2       | 38        | 100       | 51         |
| 2004 | 550.000     | 650.000     | 84,6        | 82         | 51         | 31         | 6.707                     | 2       | 38        | 100       | 51         |
| 2010 | 509.858     | 718.900     | 70,9        | 82         | 58         | 24         | 6.217                     | 10      | 29        | 80        | 57         |
| 2014 | 537.073     | 779.379     | 68,9        | 83         | 63         | 20         | 6.470                     | 12      | 25        | 100       | 57         |
| 2017 | 541.100     | 774.000     | 69,9        | 113        | 64         | 49         | 4.788                     | 12      | 53        | 86        | 57         |
| 2020 | 544.820     | 782.000     | 69,7        | 82         | 63         | 19         | 6.644                     | 13      | 20        | 100       | 57         |
| 2022 | 546.345     | 784.183     | 69,7        | 80         | 58         | 22         | 6.829                     | 12      | 23        | 117       | 57         |